# Vragel da Silva
Vragel da Silva (født 29. marts 1974) er en tidligere brasiliansk fodboldspiller, der spillede 2 sæsoner i Brøndby IF, inden han skiftede til tysk fodbold, hvor han afsluttede sin karriere i Energie Cottbus.
I 1997 kom da Silva til Brøndby fra den brasilianske klub Campo Grande AC. Han spillede på Vestegnen til vinterpausen 1999/2000, hvor han skiftede til Karlsruher SC, der spillede i Bundesligaen. Karlsruhe rykkede dog ud af ligaen, da Silva havde spillet der et halvt år, og han skiftede til SSV Ulm 1846, der netop var rykket op i ligaen. Ulm rykkede dog ned året efter, hvorpå da Silva drog østpå til Energie Cottbus. 

Da Silva sluttede sin spillerkarriere i 2009 på grund af problemer med knæet. Han har taget B-trænerlicens og var i nogle år ungdoms- og senere andetholdstræner i Energie Cottbus.

## Klubber
- 1994-1998: Campo Grande AC
- 1998-2000: Brøndby IF
- 2000: Karlsruher SC
- 2000-2001: SSV Ulm 1846
- 2001-2009: Energie Cottbus

| Fodbold | Spire Denne biografi om en brasiliansk fodboldspiller er en spire som bør udbygges. Du er velkommen til at hjælpe Wikipedia ved at udvide den. | Biografi |